# بود، کورنوال
بود، کورنوال (به انگلیسی: Bude) یک شهرک در بریتانیا است که در انگلستان واقع شده‌است. بود ۹٬۲۲۲ نفر جمعیت دارد.